# Deltote megalena
Deltote megalena is een vlinder van de familie van de uilen (Noctuidae). De wetenschappelijke naam van deze soort is voor het eerst voorgesteld als Metachrostis megalena door Paul Mabille in een publicatie uit 1900.
De soort komt voor in Kenia, Zimbabwe en Zuid-Afrika.